# Агава потаторум
Агава потаторум (Agave potatorum, Zucc.; синоніми: Agave scolymus, Agave verschaffletii) — сукулентна рослина роду агава (Agave) підродини агавових (Agavoideae).

## Етимологія

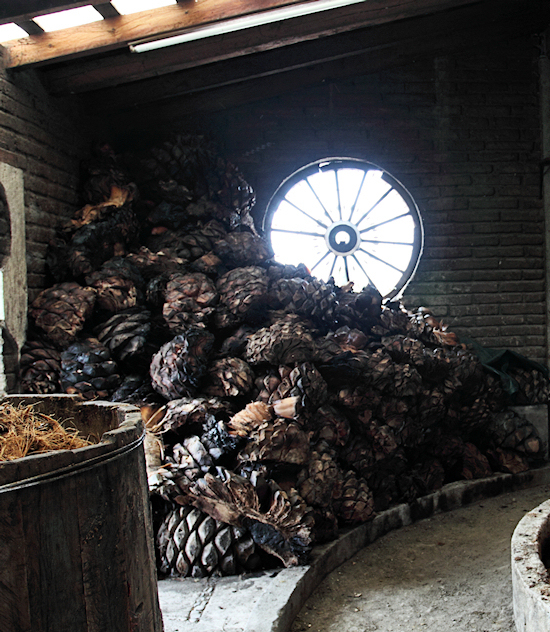
Запечена серцевина Agave potatorum, заготовлена для виробництва мескалю

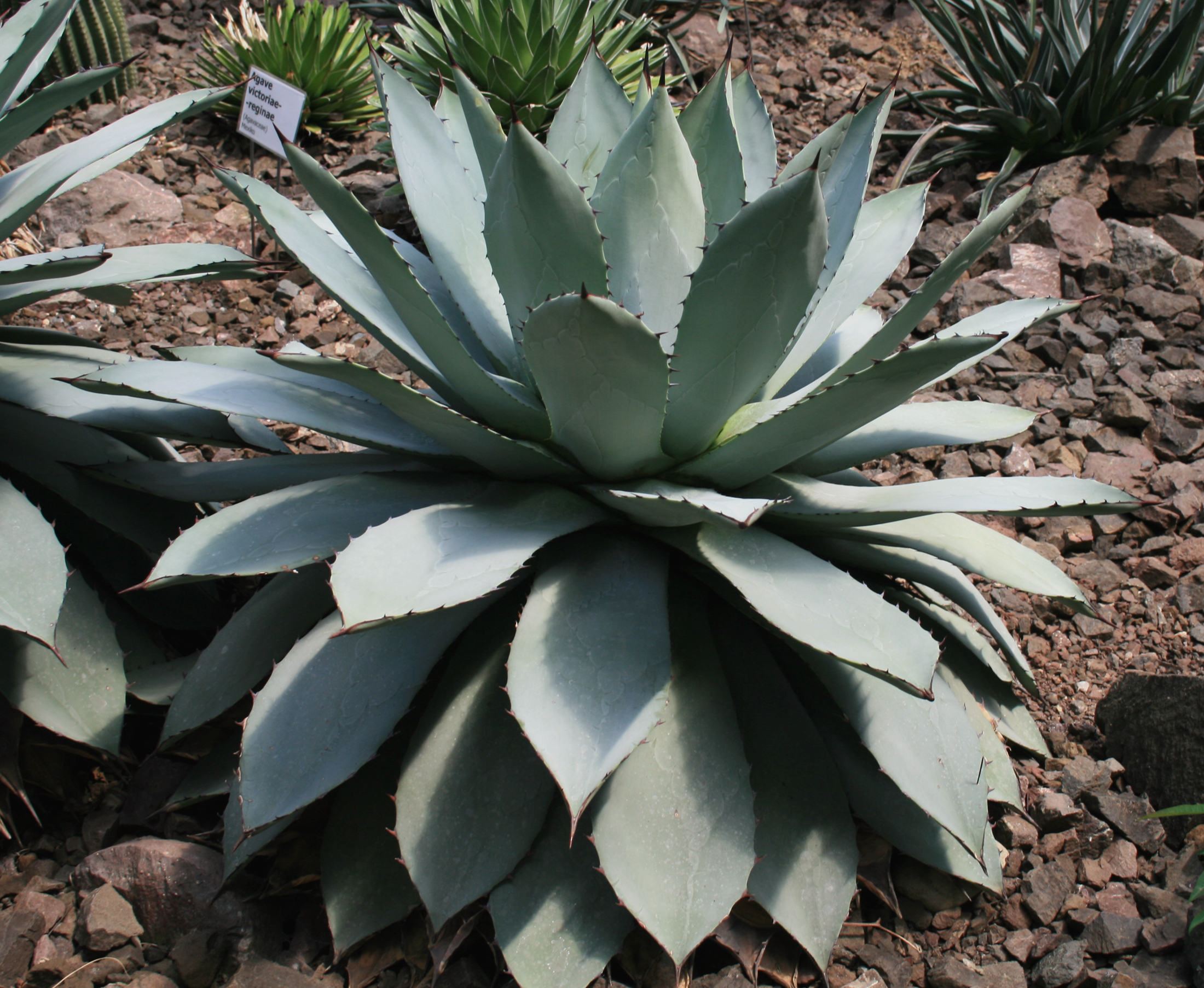
Agave potatorum у Ботанічному саду Ліберця, Чехія

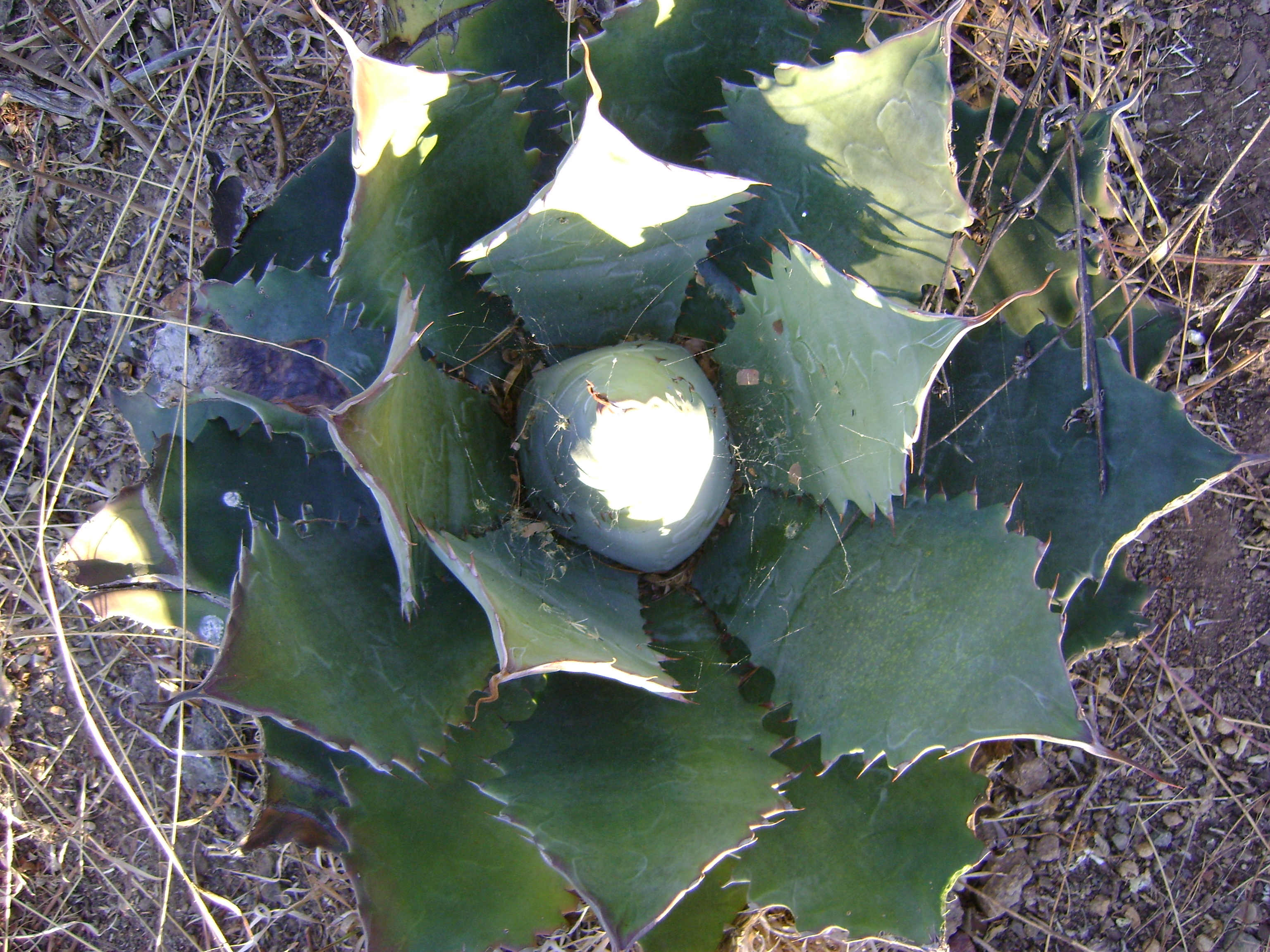
Agave potatorum у природному середовищі у штаті Оахака

Видова назва не має нічого спільного з картоплею (англ. potato), а походить від лат. potator — «напійна», що вказує на той факт, що ця агава використовується для приготування алкогольних напоїв, зокрема мескалю.

## Морфологічні ознаки
Кущевидна рослина з короткими стеблами або зовсім без нього, зі здебільшого поодинокими прикореневою розеткою листя, 20-25 см в діаметрі, утвореною 50-80 жорсткими, сукулентними листками зелено-блакитного або сірувато-білого кольору з зеленим або синім відтінком. Листя оберненояйцеподібні, лопатоподібні, 20-40 см завдовжки, 9-18 см завширшки та 1,5 см завтовшки. У них хвилясті краї з гострими зубчиками завдовжки 3-4 см і майже чорним шипом до 4 см завдовжки на кінці. У дорослих рослин з розетки листя виростає волотисте суцвіття заввишки 3-6 м із зібраними в китицю численними трубчастими квітками завдовжки 5-8 см, зеленувато-жовтими з пурпурним відтінком.

## Місце зростания
Південна Мексика (штати Пуебла та Оахака).

## Догляд
Цій простій в культурі рослині необхідні яскраво освітлене місце, піщаний ґрунт і добрий дренаж. У період вегетації — рясний полив, а в зимовий час — сухе утримання. Там, де це дозволяє клімат, краще вирощувати на відкритому повітрі. Протягом нетривалого часу може витримувати температуру близько 0 °C.

## Розмноження
Розмножується насінням або прикореневими пагонами.